# Hors-saison
Pour les articles homonymes, voir Hors saison (homonymie).
Albums de Francis Cabrel
Algo más de amor
(1998) Double Tour
(2000)
Singles
1. Presque rien
Sortie : 1999
2. Le reste du temps
Sortie : 1999
3. Hors-saison
Sortie : 1999
4. Le monde est sourd
Sortie : 2000

Hors-saison est le neuvième album studio de Francis Cabrel, sorti le 30 mars 1999 sur le label Columbia, et produit par Fabienne Jacquet. 

## L'album
Il se classa à la première place des classements musicaux français et belges, vendu à près de 2 millions d'exemplaires, album le mieux vendu en 1999 en France, et certifié disque de diamant. En Belgique et en Suisse, il sera certifié disque de platine.

## Titres
- Tous les titres sont signés par Francis Cabrel sauf indication autre

| No  | Titre                                                        | Auteur                                                   | Durée |
| --- | ------------------------------------------------------------ | -------------------------------------------------------- | ----- |
| 1.  | Le monde est sourd                                           |                                                          | 4:24  |
| 2.  | Cent ans de plus                                             |                                                          | 3:54  |
| 3.  | Presque rien                                                 |                                                          | 4:34  |
| 4.  | Le Reste du temps                                            |                                                          | 3:29  |
| 5.  | Rien de nouveau                                              |                                                          | 4:04  |
| 6.  | Loin devant                                                  |                                                          | 4:45  |
| 7.  | Depuis toujours (adaptation de I've Been Lovin' You So Long) | Otis Redding, Jerry Butler / Francis Cabrel (adaptation) | 4:21  |
| 8.  | Comme eux                                                    |                                                          | 4:40  |
| 9.  | Hell nep Avenue                                              |                                                          | 5:45  |
| 10. | Hors-saison                                                  |                                                          | 4:39  |
| 11. | La Belle Debbie                                              |                                                          | 4:53  |
| 12. | Madame X                                                     |                                                          | 2:41  |

## Musiciens
- Francis Cabrel : chant, guitare
- Denys Lable : guitare
- Bernard Paganotti : basse
- Gérard Bikialo : claviers, réalisation musicale
- Manu Katché : batterie
- Denis Benarrosh : percussions
- Ann Calvert, Debbie Davis, Roger Secco, Angie Cazaux-Berthias : chœurs
- Jean-Louis Roques : accordéon
- Lokua Kanza : voix africaine

## Crédits
- Enregistré et mixé par James Farber au Studio Plus XXX (Paris)
- Enregistrements additionnels au studio Artistic Palace (Boulogne-Billancourt)
- Premier assistant : Yann Arnaud
- Enregistrements additionnels : Ludovic Lanen avec Yann Arnaud, Sébastien Bramardi et Christophe Marais (Artistic Palace)
- Production exécutive : Fabienne Jacquet

## Classements musicaux  et certifications
| Pays         | Durée du classement | Meilleur classement |
| ------------ | ------------------- | ------------------- |
| France       | 81 semaines         | 1er                 |
| Belgique (W) | 55 semaines         | 1er                 |

| Pays     | Certification | Ventes      | Date       |
| -------- | ------------- | ----------- | ---------- |
| France   | Diamant       | 1 000 000 + | 1999       |
| Belgique | Platine       | 30 000 +    | 07/05/1999 |
| Suisse   | Platine       | 50 000 +    | 1999       |

- Canada, or, 50 000, 14/05/1999[9]